# Huamachuco
Huamachuco es una ciudad peruana, capital del distrito homónimo y de la provincia de Sánchez Carrión en el departamento de La Libertad. Tenía 78 000 habs., según estimación y proyección del INEI para 2020.
Está situada a una altitud de 3269 m s. n. m. en la vertiente oriental de la cordillera de los Andes, en un valle a 184 km de la ciudad de Trujillo.

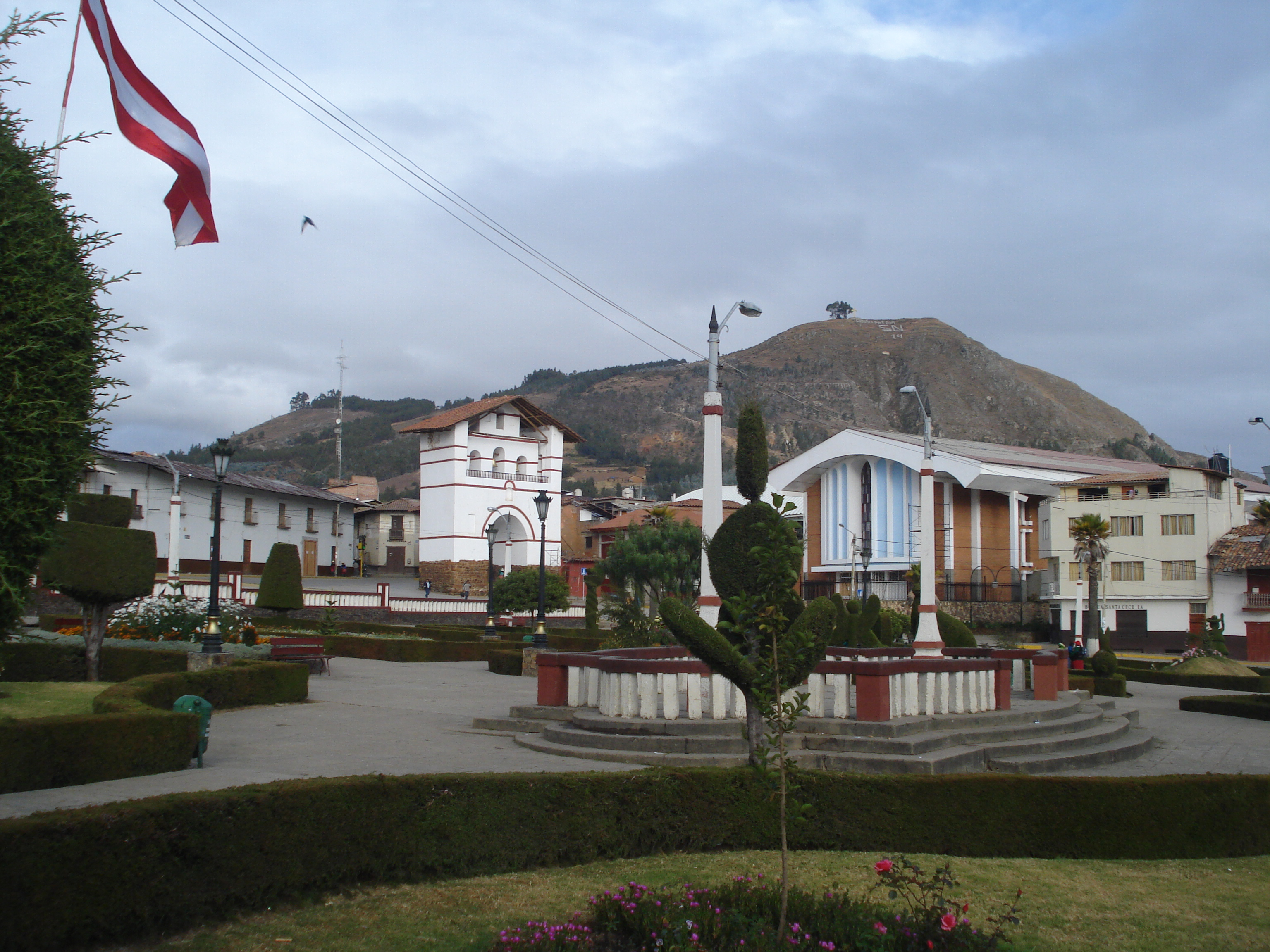
Vista de la plaza Mayor de Huamachuco

## Historia
Huamachuco fue fundado en 1553 por Fray Juan Ramirez OSA y otros misioneros agustinos, acto realizado bajo al advocación de san Agustín y Nuestra Señora de Gracia o Altagracia. Fue nombrada como Muy ilustre y fiel ciudad por el general José de San Martín, y fue escenario de la Batalla de Huamachuco (10 de julio de 1883), episodio final de la Guerra del Pacífico donde las tropas de la resistencia lideradas por Andrés Avelino Cáceres son derrotadas por tropas chilenas al mando del Coronel Alejandro Gorostiaga.
Huamachuco conserva mucho de su cultura ancestral, debido a la continuidad de costumbres ancestrales en danzas como Contradanza, platos típicos y artesanías.
Actualmente Huamachuco es visitada por turistas y personas de todo el continente sobre todo por la riqueza de su cultura y tradición.

## Toponimia
El origen del nombre de esta ciudad proviene de dos palabras Quechuas: Waman, que significa halcón, y Chuco que significa gorro o sombrero; es decir la tierra de los "hombres con gorro de halcón".
Otro plausible origen del nombre es que proviene de un híbrido de dos lenguas: Kulli y el Quechua. Ambas conviviendo y compartiendo fronteras al norte de Ancash (Pallasca). Entonces, Huamachuco significa: 'Huaman' (halcón) y 'Chuco' (pueblo, ciudad), en Quechua y Kulli respectivamente. Esta teoría cobra mayor peso, puesto que la cultura Huamachuco hablaba el idioma Kulli y, aunque no se tiene mucha referencia de este idioma ya extinto, se pudo recopilar algunas palabras del último sobreviviente de este idioma en la provincia de Pallasca, Ancash.

## Clima
| Parámetros climáticos promedio de Huamachuco | Parámetros climáticos promedio de Huamachuco | Parámetros climáticos promedio de Huamachuco | Parámetros climáticos promedio de Huamachuco | Parámetros climáticos promedio de Huamachuco | Parámetros climáticos promedio de Huamachuco | Parámetros climáticos promedio de Huamachuco | Parámetros climáticos promedio de Huamachuco | Parámetros climáticos promedio de Huamachuco | Parámetros climáticos promedio de Huamachuco | Parámetros climáticos promedio de Huamachuco | Parámetros climáticos promedio de Huamachuco | Parámetros climáticos promedio de Huamachuco | Parámetros climáticos promedio de Huamachuco |
| Mes                                          | Ene.                                         | Feb.                                         | Mar.                                         | Abr.                                         | May.                                         | Jun.                                         | Jul.                                         | Ago.                                         | Sep.                                         | Oct.                                         | Nov.                                         | Dic.                                         | Anual                                        |
| -------------------------------------------- | -------------------------------------------- | -------------------------------------------- | -------------------------------------------- | -------------------------------------------- | -------------------------------------------- | -------------------------------------------- | -------------------------------------------- | -------------------------------------------- | -------------------------------------------- | -------------------------------------------- | -------------------------------------------- | -------------------------------------------- | -------------------------------------------- |
| Temp. máx. media (°C)                        | 19                                           | 18.3                                         | 18.5                                         | 18.5                                         | 18.9                                         | 19.4                                         | 19.7                                         | 19.4                                         | 19.5                                         | 19.4                                         | 19.5                                         | 19.5                                         | 19.1                                         |
| Temp. media (°C)                             | 12.5                                         | 11.9                                         | 12                                           | 11.7                                         | 11                                           | 10.3                                         | 10.4                                         | 10.4                                         | 11.1                                         | 11.9                                         | 11.9                                         | 12                                           | 11.4                                         |
| Temp. mín. media (°C)                        | 5.9                                          | 5.6                                          | 5.6                                          | 5                                            | 3.1                                          | 1.2                                          | 1.1                                          | 1.4                                          | 2.8                                          | 4.4                                          | 4.3                                          | 4.6                                          | 3.8                                          |
| Fuente: climate-data.org                     |                                              |                                              |                                              |                                              |                                              |                                              |                                              |                                              |                                              |                                              |                                              |                                              |                                              |

## Atractivos turísticos
Complejo arqueológico de MarcahuamachucoUbicado a 3 km al noreste de la ciudad de Huamachuco a 3575 m s. n. m. sobre la cima del cerro del mismo nombre. Es una ciudadela lítica donde reinó el curaca Tauricuxi. Mide unos 5 km de largo por 400 a 60 metros de ancho. Data de 500 aC y sobresalen las murallas edificadas sobre peligrosas quebradas.
Sitio arqueológico WiracochapampaUbicado a 5.3 km al norte de la ciudad de Huamachuco, a 3000 m s. n. m. se trata de varias edificaciones octogonales fechada en 600 d. C. Aquí se celebra la fiesta del Waman Raymi (fiesta del Halcón). Considerada Patrimonio Cultural de la Nación.
Agua de los PajaritosAguas cristalinas ubicadas a 3420 m s. n. m. (metros sobre el nivel del mar) se trata de aguas a 18 °C con un pH de 6.9 que no contiene gases, es incolora, inodora y de sabor agradable.
Reserva CushuroUbicada a 13 km de la ciudad de Huamchuco, es una reserva natural de 500 ha para el repoblamiento de la vicuña.
Laguna SausacochaUbicada a 6 km de la ciudad de Huamachuco a 3200 m s. n. m. De color azul verdoso, sus aguas son frías y tranquilas, mide 1.5 km de largo por 800 m de ancho y 12 a 15 m de profundidad, donde se crían truchas y carpas.

## Universidades
- Universidad Nacional de Trujillo - UNT
- Universidad Nacional Ciro Alegría - UNCA

## Bancos y cajas
- Agencia Caja Huancayo
- Microfinanciera MicreditPerú
- Agencia de Caja Trujillo.
- Agencia de Banco de Crédito
- Agentes de Banco de Crédito
- Agencia de Caja Nuestra Gente.
- Agencia de Banco de la Nación.
- Agencia de Caja Piura.
- Agencia del Banco Agropecuario.
- Agencia de Interbank.
- Agencia Caja Chavín.
- Agencia Mibanco.
- Agencia Caja del Santa.
- Microfinanciera AMA.

## Transporte
- Agencia de Transportes Fuentes.
- Agencia de Transportes Tunesa.
- Agencia de Transportes Los Andes.
- Agencia de Transportes Isabelita.
- Agencia de Transportes Reina de Paz.
- Agencia de Transportes Cruz de Reyes.
- Agencia de Transportes Advenir.
- Agencia de Transportes Ecotur .
- Agencia de Transportes JR Express.
- Agencia de Transportes Caipo.
- Agencia de Transportes Perfecto Service EIRL.
- Agencia de Transportes Elvio Lao - Erick Alegria

## Festividades
La fiesta patronal se da en honor a la Virgen de la Alta Gracia, patrona de Huamachuco, en el mes de agosto un cálido clima y el cielo azul son escenario para la gran fiesta realizada en dicha ciudad, se inicia el 29 de julio y concluye el 31 de agosto, en este mes es donde se reúnen gran variedad de danzas típicas para el día central que es el 15 de agosto.
- Fiestas patronales de San Francisco de Asís , se celebra en los primeros días del mes de octubre saludando al patrono con alegres dianas y el estallido de camaretazos para proceder luego a la concentración de los hermanos devotos. Se preparan alfombras en todo el perímetro de la Plaza de Armas local.[8]

## Personas destacadas
- José Faustino Sánchez Carrión. Prócer independentista e ideólogo político conocido como el “Solitario de Sayán”. Fue uno de los redactores de la primera Constitución Política del Perú.
- Nicolás Rebaza. Educador, fue catedrático de la Universidad de Trujillo, cuyo rectorado ejerció de 1853 a 1859. También fue profesor en el Colegio de Educandas (1850) y fue comisionado para reorganizar el Colegio Nacional San Juan de Trujillo (1860), donde también ejerció la docencia.
- Sgto. My. Santiago Zavala Galarreta. Militar, participó de la guerra contra España y la Guerra del Pacífico; en esta última, durante la Batalla de Huamachuco, fue herido de muerte y repasado por los soldados chilenos.
- Ciro Alegría Bazán. Escritor, político y periodista peruano. Es uno de los máximos representantes de la narrativa indigenista, marcada por la creciente conciencia sobre el problema de la opresión indígena y por el afán de dar a conocer esta situación, cuyas obras representativas son las llamadas “novelas de la tierra”.
- Abelardo Gamarra Rondó. Periodista y escritor. Perteneció a la generación de Gonzáles Prada: realista en literatura y radical en política. Actuó en cuatro oportunidades en la Cámara de Diputados, representando a Huamachuco.
- Florencia de Mora Pizarro y Escobar de Sandoval. Filántropa que se dedicó con ahínco a la cría de ganado y llegó a convertirse en la ganadera más grande de la región. En su labor filantrópica, hizo contribuciones al monasterio de las monjas clarisas, otorgando dotes a las novicias mediante la donación de las tierras de Collambay al convento de esta orden y también realizó obras de ayuda en pro de los indígenas con la donación de tierras.
- Christian Cueva. Jugador de fútbol. Mundialista con la Selección Peruana de Fútbol, con la que ha conseguido una medalla de bronce en la Copa América 2015 y una de plata en Brasil 2019.
- Carmela Sifuentes. Ing. Agrónoma, Docente. Fue una líder sindical que lucho contra el régimen de Alberto Fujimori, reconocida por ser la única mujer en ocupar el cargo de Presidenta de la CGTP del Perú, así mismo trabajo por los derechos de los trabajadores y de los docentes a nivel nacional.